# Pontarachnidae
Pontarachnidae zijn  een familie van mijten. Bij de familie zijn twee geslachten met circa 40 soorten ingedeeld.